# 我的世界：传奇
《我的世界：传奇》是由Mojang Studios和Blackbird Interactive开发并由Xbox游戏工作室发行的即时动作战略电子游戏。它于2023年4月18日在任天堂Switch、PlayStation 4、PlayStation 5、Xbox One、Xbox Series X/S和Windows平台上发布，是《我的世界》的衍生游戏。

## 游戏玩法
Minecraft Legends是一款即时动作战略游戏。它的核心是战略元素，但其机制受到动作游戏的启发。其以第三人称视角进行探索，是具有合作和竞争元素的多人游戏。

## 剧情
Minecraft Legends发生在Minecraft世界观中，当时正值下界猪灵的入侵。下界将它的腐化传播到整个主世界，而一位伟大的英雄举起他们的旗帜来拯救主世界，并召集主世界的生物来帮助保卫他们的家园。Legends在Minecraft世界观中既不是事实也不是虚构的，而是作为一个代代相传的故事。

## 发展
Minecraft Legends于2018年开始开发。该游戏于2022年6月12日在Xbox&Bethesda联合游戏展中公开。展会结束后，Minecraft在其YouTube频道上的预告片中确认了其他支持的平台。游戏由Minecraft系列的创作者Mojang Studios与Blackbird Interactive合作开发，其中Blackbird Interactive是一个由前遗迹娱乐员工创立的团队，他们以开发即时战略游戏系列家园而闻名。
Minecraft Legends于2023年4月18日发布。
2024年1月10日，官方宣布该游戏不再更新，1.18.19068成为游戏的最后一个版本。